# Administração bahá'í
A ordem administrativa da Fé Bahá'í é um sistema administrativo delineado por Bahá'u'lláh e estabelecidos por seus intérpretes.
A maioria das instituições ou corpos são guiadas por decisões de 9 membros, eleitos por voto direto ou indireto.
A instuição Suprema da Fé Bahá'í é a Casa Universal de Justiça, cuja sede fica localizada em Haifa, Israel no Centro Mundial Bahá'í no Monte Carmelo.

## Origem
Os princípios da administração mundial foram estabelecidos por Bahá'u'lláh, e desenvolvidos nos Escritos de `Abdu'l-Bahá, com ênfase em Sua Vontade e Testamento.

## Conceito da administração bahá'í
As instituições são consideradas pelos bahá'ís como de caráter Divino por ter sido delineada pelo próprio Profeta-Fundador da religião. A Fé Bahá'í em seus escritos, descreve a importância das religiões do passado, e atribui a esta era como a era do "cumprimento", onde finalmente serão definidas e estabelecidas todas as estruturas materiais e espirituais para a Unidade Mundial ou "Paz Máxima", ou o próprio estabelecimento do "Reino de Deus na Terra" prescrita de várias maneiras em diversas religiões monoteístas anteriores.
Nenhum Fundador de uma religião havia antes anunciado explicitamente os princípios que deveriam guiar o mecanismo administrativo da fé, de modo que de acordo com os bahá'ís, trata-se de uma questão de conveniência ao contexto e desenvolvimento de civilizações mais antigas, imbuída de total Sabedoria Divina.
Os métodos da administração bahá'í estão de acordo com os princípios fundamentais da religião, seu objetivo é tornar possível a unidade na diversidade, abrangendo pessoas de todas as raças, classes, interesses, crenças.
Os interesses universais giram em torno dos ensinamentos de Bahá'u'lláh, não deve envolver nada que dê origem ao exclusivismo ou divisão, sendo por este motivo de caráter apolítico e não-partidário.

## Estrutura

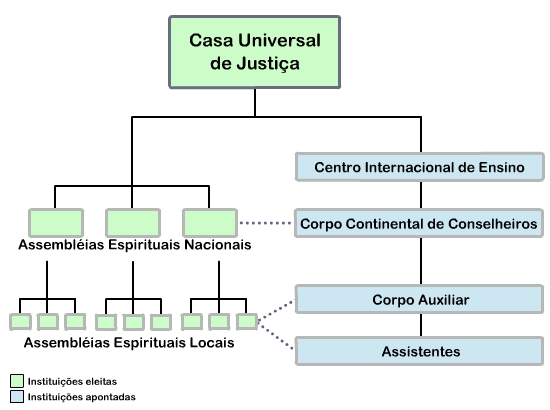
Diagrama da presente ordem administrativa Bahá'í

Existem dois elementos distintos na administração Bahá'í, as instituições eleitas e as indicadas. A instituição eleita suprema é a Casa Universal de Justiça, e a instituição suprema apontada é a Guardiania. Estas duas instituições foram descritas por `Abdu'l-Bahá em A Última Vontade e Testamento como possuidoras de autoridade divina:
"..o guardião da Causa de Deus, como também a Casa Universal de Justiça, a ser eleita e estabelecida universalmente, estão ambos sob o amparo e a proteção da Beleza Abhá.. Qualquer coisa que eles decidam, provém de Deus. Quem a ele não obedecer, nem a eles, não estará obedecendo a Deus"
('Abdu'l-Bahá, A Última Vontade e Testamento)
O mesmo testamento aponta Shoghi Effendi como o Guardião, e dá maiores detalhes sobre a estrutura da administração, incluindo os processos de eleição e indicação. Shoghi Effendi trabalhou toda a sua vida para o estabelecimento das instituições secundárias que são necessárias para a eleição da Casa Universal de Justiça, eleita pela primeira vez em 1963.
Os Bahá'ís trabalham através de um tipo não-partidário de um governo democrático. Não há profissionalismo religioso, e nenhum interesse político relativo a qualquer país ou sistema, porquanto a comunidade Bahá'í encontra-se em desenvolvimento, as instituições colaboram com um processo de crescimento espiritual e orgânico através de organização e harmonia nas comunidades.   As funções de liderança moral e comunitária não são investidas individualmente, apenas em uma estrutura institucional com os dois eixos principais.

## Instituições Eleitas
Os membros das instituições bahá'ís não possuem autoridade individual. Bahá'u'lláh diz que futuramente como a Casa Universal de Justiça, haverá Casas Locais de Justiça em cada comunidade, onde houver nove ou mais Bahá'ís adultos. As Casas locais e nacionais de Justiça estando, no tempo decorrente, no estágio "embrionário", ou de crescimento, receberam a denominação temporária de "Assembléias Espirituais", em tempo é esperado que estas instituições amadureçam, tornando-se futuras Casas de Justiça.
A Casa Universal de Justiça é considerada pelos bahá'ís como moralmente infalível, tem o poder de criar novas leis Bahá'ís ou desfazê-las, porém nunca pode alterar as leis de Bahá'u'lláh e `Abdu'l-Bahá conforme descrita nas escrituras Bahá'ís. Sua infalibilidade, segundo alguns expositores, é relativo ao processo, não a instituição ou qualquer decisão específica.
| “ | Ao Sacratíssimo Livro devem todos se dirigir, e qualquer coisa que nele não esteja expressamente tratada, deve ser referida à Casa Universal de Justiça. | ” |

Todas as decisões são tomadas por estes corpos, e são consideradas válidas se, e somente se o corpo estiver totalmente constituído pelos mínimo de membros presentes (quorum). Estas decisões são tomadas através de um processo específico de consulta. Devido a estas instituições serem consideradas sagradas, ao processo eleitoral e consultivo são atribuídos grande respeito e reverência.

### A Casa Universal de Justiça
É o órgão supremo da administração da Fé Bahá'í. Os escritos bahá'ís afirmam que suas decisões são "a fonte de todo o bem e isenta de todo o erro". É eleita a cada cinco anos, sendo os membros de todas as Assembléias Espirituais Nacionais os que elegem.

### Assembléias Espirituais Nacionais
Uma Assembléia Espiritual Nacional (AEN) normalmente representa um país, embora haja regiões onde por necessidade são estabelecidas as próprias AENs (Alaska por exemplo). Outras vezes vários países são agrupados em uma única Assembléia.

### Conselhos Regionais
O Conselho tem sido estabelecido em países com grandes comunidades Bahá'ís ou países de grande extensão como o Brasil. Os Conselhos são dependentes das Assembléias Espirituais Nacionais e seus membros são eleitos pelos membros das Assembléias Espirituais Locais de suas respectivas regiões. Supervisionam as atividades bahá'ís, e contribuem de acordo com as necessidades, através de orientação e recursos para as comunidades locais.

### Assembléias Espirituais Locais
A Assembléia Espiritual Local (AEL) representa uma cidade, ou país, são eleitos anualmente por eleições diretas. Se em alguma localidade houver apenas nove Bahá'ís, então não há necessidade do processo de eleição. As AELs administram os assuntos locais da comunidade, incluindo a coordenação da Festa de Dezenove Dias, bem como dos dias sagrados e outros eventos ou ocasiões como o casamento.